# Rio del Malcanton

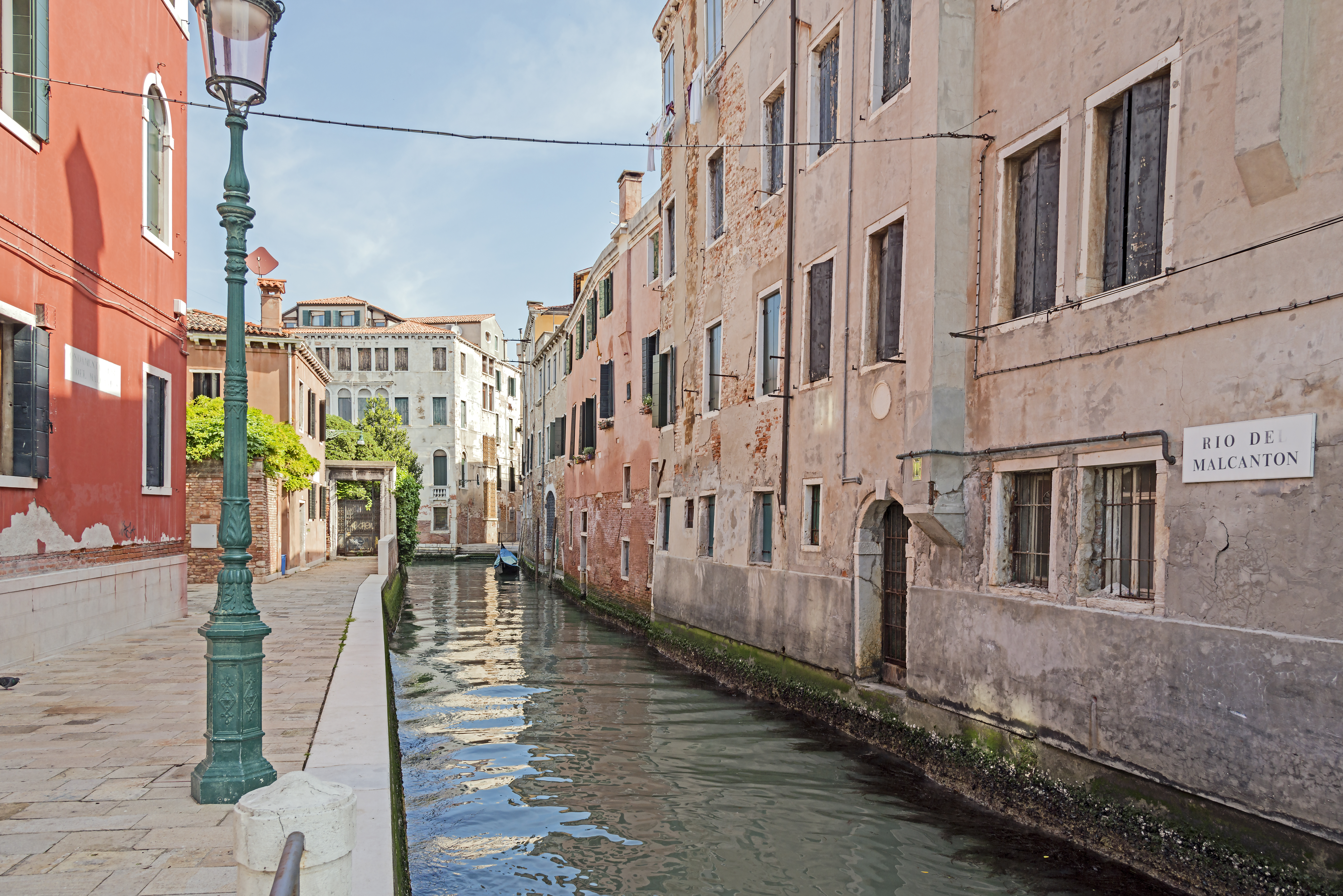
Le rio del Malcanton vu par le sud

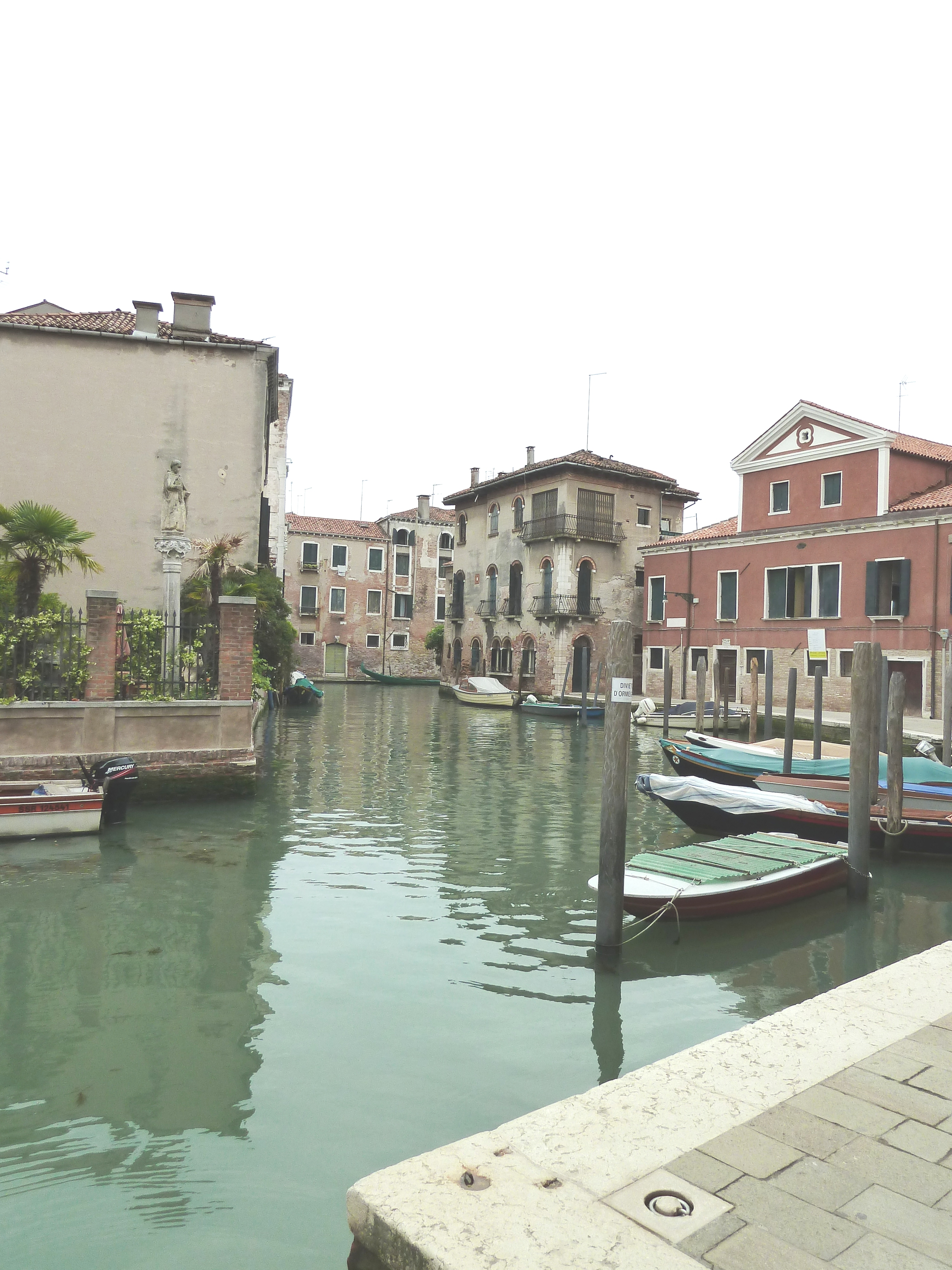
Le rio del Malcanton vu par le nord

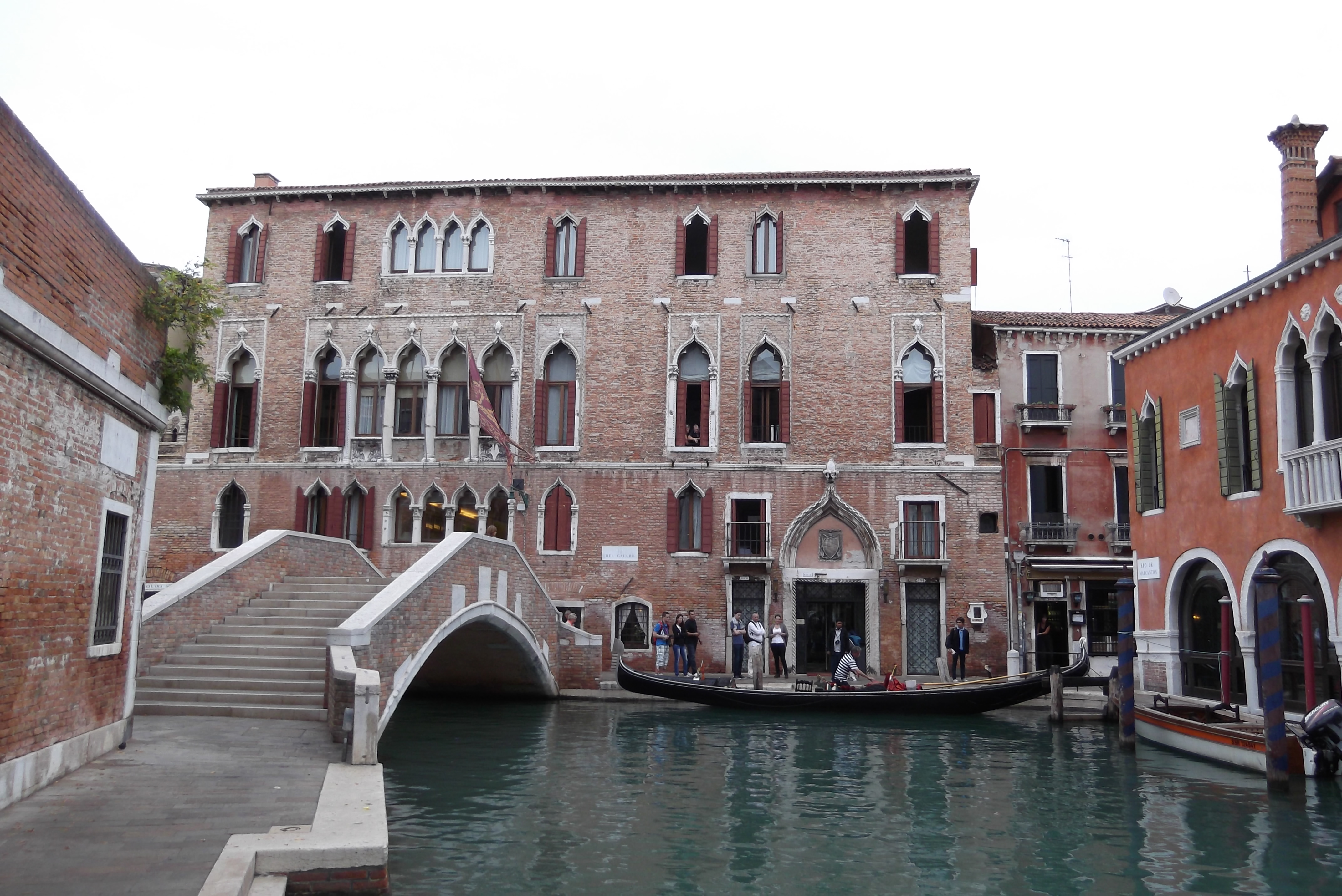
Ca'Marcello et son pont

Le rio del Malcanton (canal du mauvais coin) est un canal de Venise faisant limite entre les sestiere de Santa Croce et de Dorsoduro.

## Description
Le rio del Malcanton a une longueur de près de 150 m. Il prolonge le rio di Santa Margherita vers le rio del Gaffaro au nord-ouest.

## Toponymie
Le nom Malcanton (endroit mal famé) provient soit de ses quais étroits et dangereux, soit des risques d'agression nocturne qu'il y eut jadis. Andrea Salsi prétend lui que le nom provient d'un événement historique du début du XIVe siècle, où Ramperto Polo, évêque de Castello, exigeant du curé de San Pantaleone la dîme sur les morts de la paroisse, fut assassiné à cet endroit par le peuple.

## Situation
Ce rio croise à son extrémité sud les :
- rio Novo et
- rio de Ca' Foscari.

## Ponts
Ce rio est traversé le Ponte de Ca' Marcello entre Fondamenta Minotto et Fondamenta del Malcanton et faisant limite avec le rio del Gaffaro.